# Parní regulátor
Parní regulátor je zařízení, pomocí něhož je regulován přívod páry z parního kotle k parnímu stroji. Obvykle býval montován na parní lokomotivy a jiné stroje, kde bylo třeba rychle a ve velkém rozsahu měnit výkon.

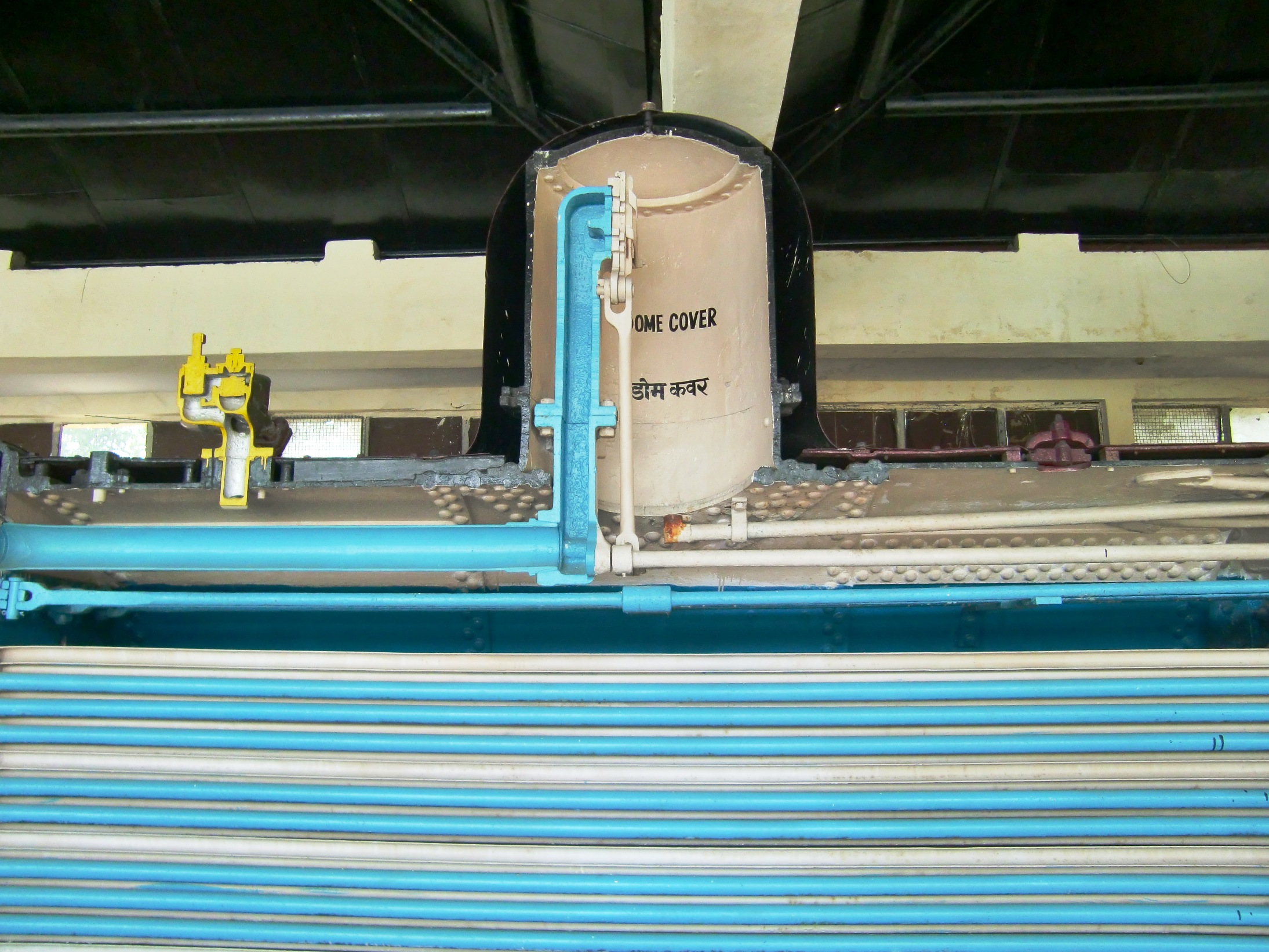
Šoupátkový regulátor v parním dómu ovládaný hřídelem vedeným uvnitř kotle

První parní regulátory byly šoupátkové. Pára tlačila shora na ploché šoupátko, které zakrývalo výstupní otvor. Posunem šoupátka bylo možno částečně odkrývat otvor a tím regulovat přívod páry.
Se vzrůstajícím tlakem páry a růstem průtočných průměrů se toto řešení přestalo osvědčovat. Tření bylo tak velké, že by nebylo možné takové šoupátko ovládat. Prvním zlepšením byla montáž menšího odlehčovacího šoupátka. Pro jeho otevření je třeba menší síly a po částečném naplnění šoupátkové komory párou došlo díky protitlaku i k nadlehčení hlavního šoupátka. 
Dalším zdokonalením byla konstrukce pístového regulátoru, který pracoval na podobném principu, jako regulátor s odlehčovacím šoupátkem, ale umožňoval relativně malou silou regulovat průtok páry i u opravdu velkých lokomotiv. V Česku je znám jako normalizovaný parní regulátor.
Poslední pokusy byly prováděny s ventilovým regulátorem, který pracoval na podobném principu, jako ventily spalovacího motoru. Toto řešení ale přišlo až v úplném závěru vývoje parních strojů a nebylo v provozu příliš oblíbené.